# Temperatura atmosférica

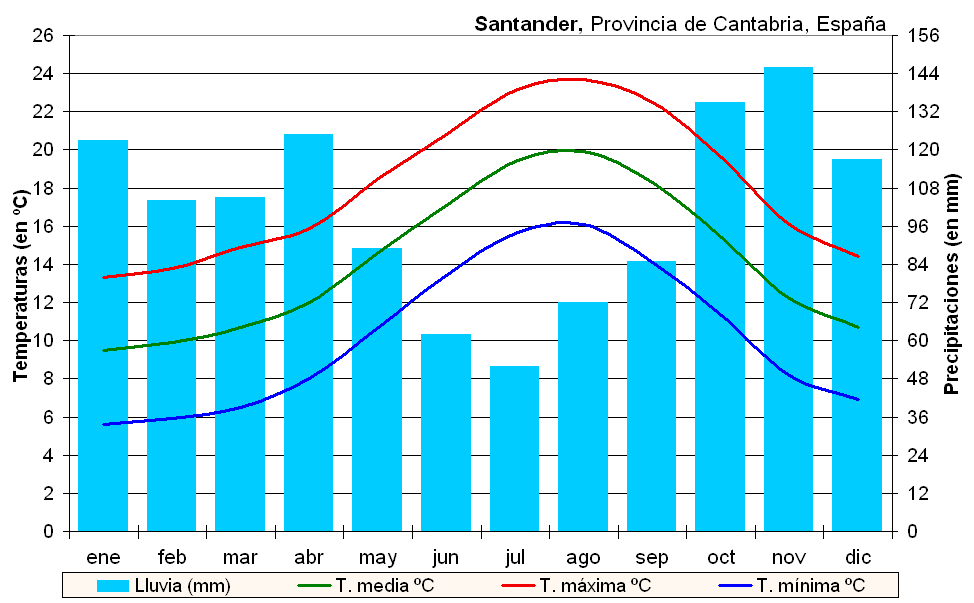
Gráfico climático de Santander, España, mostrando el histograma de las lluvias mensuales en color azul y las tres curvas den: nótese que las curvas de las temperaturas están formadas por los valores máximos y mínimos mensuales con los valores medios promediados en color verde. Esta idea se expone aquí para evitar confundir los valores extremos (que son datos meteorológicos, es decir, obtenidos a una escala de tiempo menor) con los valores climáticos promediados a lo largo de muchos años, cuya línea continuará sin alejarse mucho de dichos valores promedio a medida que vayan pasando los años.

Se llama temperatura atmosférica a uno de los elementos constitutivos del clima que se refiere al grado de calor específico del aire en un lugar y momento determinados así como la evolución temporal y espacial de dicho elemento en las distintas zonas climáticas. Constituye el elemento meteorológico más importante en la delimitación de la mayor parte de los tipos climáticos. Por ejemplo, al referirnos a los climas macrotérmicos (es decir, de altas temperaturas; climas A en la clasificación de Köppen), mesotérmicos (climas templados o climas C en la clasificación de Köppen) y microtérmicos (climas fríos o climas E) estamos haciendo de la temperatura atmosférica uno de los criterios principales para caracterizar el clima.

## Conceptos relacionados
- Temperatura máxima.[1] Es la mayor temperatura del aire alcanzada en un lugar en un día (máxima diaria), en un mes (máxima mensual) o en un año (máxima anual). También puede referirse a la temperatura máxima registrada en un lugar durante mucho tiempo (máxima absoluta). En condiciones normales, y sin tener en cuenta otros elementos del clima, las temperaturas máximas diarias se alcanzan en las primeras horas de la tarde; las máximas mensuales suelen alcanzarse durante julio o agosto en la zona templada del hemisferio norte y en enero o febrero en el hemisferio sur. Las máximas absolutas dependen de muchos factores, sobre todo de la insolación, de la continentalidad, de la mayor o menor humedad, de los vientos y de otros.

- Temperatura mínima. Se trata de la menor temperatura alcanzada en un lugar en un día, en un mes o en un año y también la mínima absoluta alcanzada en los registros de temperaturas de un lugar determinado. También en condiciones normales, las temperaturas mínimas diarias se registran en horas del amanecer, las mínimas mensuales se obtienen en enero o febrero en el hemisferio norte y en julio o agosto en el hemisferio sur. Y también las temperaturas mínimas absolutas dependen de numerosos factores.

- Temperatura media. Se trata de los promedios estadísticos obtenidos entre las temperaturas máximas y mínimas. Con las temperaturas medias mensuales (promedio de las temperaturas medias diarias a lo largo del mes) se obtiene un gráfico de las temperaturas medias de un lugar para un año determinado. Y con estos mismos datos referidos a una sucesión de muchos años (30 o más) se obtiene un promedio estadístico de la temperatura en dicho lugar. Estos últimos datos, unidos al promedio de los montos pluviométricos (lluvias) mensuales de ese mismo lugar ofrecen los datos necesarios para la elaboración de un gráfico climático (a veces identificado como climograma) de dicho lugar. En el climograma empleado como ejemplo, las temperaturas mínimas se producen en enero y las máximas en julio o agosto. El gráfico podría servir como ejemplo de un clima templado templado lluvioso.

## Origen del calor atmosférico

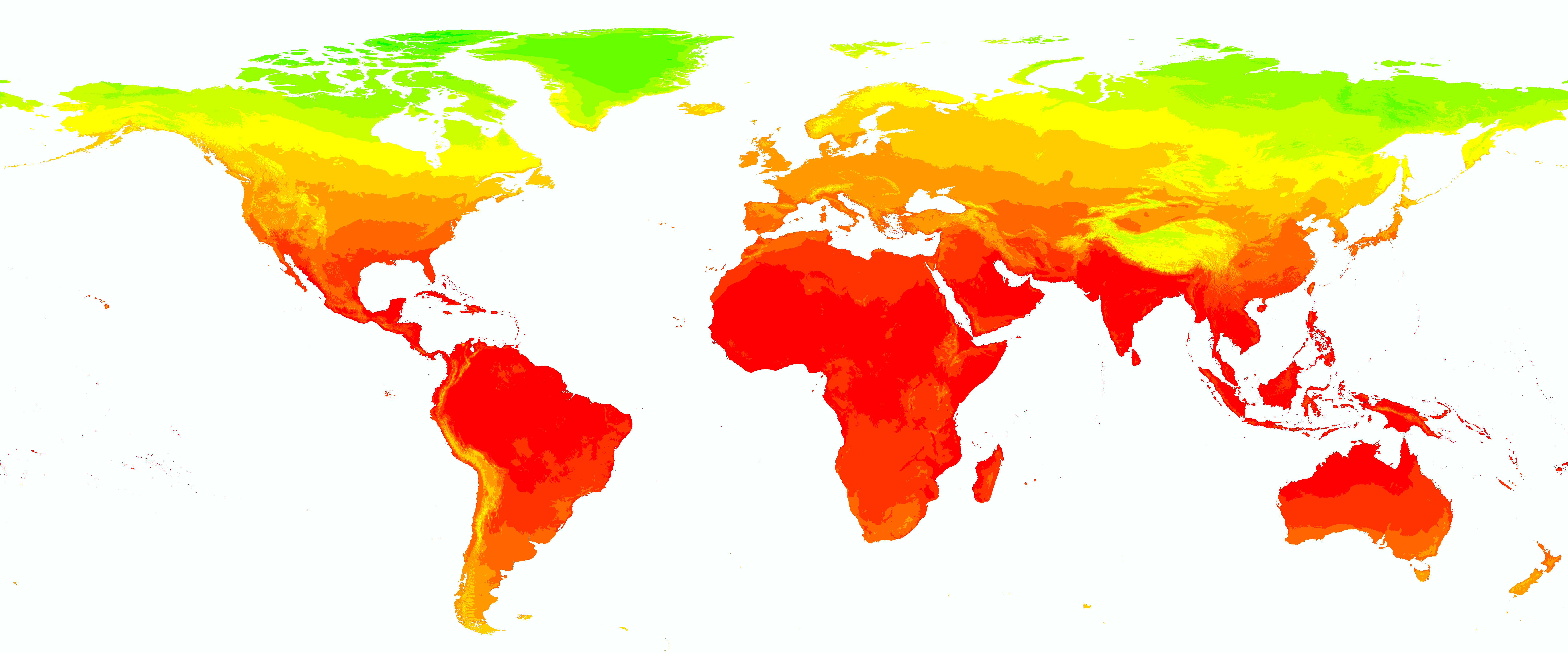
Mapa de la temperatura media anual.

La radiación solar es la fuente de energía principal y prácticamente la única para la atmósfera de nuestro planeta. Esta radiación solar nos llega en forma de insolación: rayos de luz y calor de diferentes longitudes de onda que constituyen el espectro visible (rayos luminosos) y los de menor longitud de onda no visibles (rayos ultravioleta) y de mayor longitud de onda (rayos infrarrojos, que tampoco son visibles). Así pues, el espectro visible se encuentra en el medio del espectro constituido por la radiación solar que llega a nuestro planeta, y más específicamente, a la atmósfera terrestre.
La radiación solar atraviesa la atmósfera sin calentarla, porque el aire es diatérmano, es decir, se deja atravesar por los rayos solares sin calentarse. Pero esta radiación solar, al llegar a la superficie terrestre o marítima se transforma aumentando su longitud de onda y pueden calentar tanto las aguas como el suelo y las capas inferiores del aire. Así, este calentamiento de la atmósfera terrestre no es directo sino indirecto a partir de los rayos infrarrojos de mayor longitud de onda que son reemitidos por la superficie terrestre caliente.
El calentamiento en las capas inferiores del aire se debe a dos fenómenos estrechamente relacionados:
1. La mayor presión atmosférica del aire a baja altura. Este hecho se deriva de que el aire es compresible, es decir, puede comprimirse por su propio peso. Y el aire comprimido a baja altura puede absorber mucho más calor que el aire expandido que se encuentra en niveles altos.
2. El escaso alcance de las ondas reflejadas por la superficie terrestre: estas ondas son de radiación infrarroja (onda larga) y pierden su energía térmica muy rápidamente después de ser emitidas. Es por ello por lo que se produce el fenómeno del espejismo, en el que el aire en contacto con el suelo se calienta mucho y al disminuir su densidad produce una especie de espejo que refracta la luz solar, por lo que en un día seco puede verse la superficie de las carreteras como si estuvieran mojadas (y lagos virtuales en las arenas del desierto).

## Temperatura y presión del aire
Estos son dos elementos del clima que varían entre sí de manera inversa: cuanto mayor sea la temperatura del aire, menor será su presión. A la inversa, cuando el aire es más frío tiene una tendencia a descender, con lo que la presión atmosférica aumenta por compresión en los lugares donde desciende. Así, donde la temperatura del aire aumenta, el tiempo atmosférico tenderá a ser inestable y se pueden producir lluvias e incluso tormentas. Y donde la temperatura del aire desciende, el tiempo será más estable y se presentarán días soleados sin nubes y con el ambiente seco.

## Temperatura y lluviosidad
La temperatura media de un lugar, no solo está relacionada con la presión atmosférica, sino también con la cantidad de vapor de agua existente en el aire. En efecto, cuando la temperatura atmosférica aumenta, el aire asciende por convección (tiene menor densidad al calentarse y por ello asciende) y con ello se enfría produciendo nubes y, finalmente, lluvias. Así, la relación entre temperatura y lluviosidad en un lugar determinado sirve para diferenciar los tipos de clima en la zona intertropical y en las zonas templadas. El empleo del índice xerotérmico de Gaussen o índice de aridez sirve para diferenciar entre los climas intertropicales lluviosos y áridos o semiáridos y, en las zonas templadas, los climas mediterráneos de los climas desérticos y de los climas marítimos.